# Ommatius striatus
Ommatius striatus är en tvåvingeart som beskrevs av Efflatoun 1934. Ommatius striatus ingår i släktet Ommatius och familjen rovflugor.
Artens utbredningsområde är Sudan. Inga underarter finns listade i Catalogue of Life.